# 云溪街道
云溪街道原是中国山东省青岛市胶州市下辖的一个街道。现已并入九龙街道。

## 行政区划
云溪街道下辖温州路社区、兴华社区、云华社区、郑家小庄社区、大西庄东村、大西庄西村、东石河村、李家河村、西石河村、郑家小庄村、周家滩村。